# Andreas Bruce
Pour les articles homonymes, voir Bruce.
Ferdinand « Andreas » Edvard Bruce, né le 28 décembre 1808 à Stockholm et mort le 27 janvier 1885 à Visby, est un écrivain suédois. Son autobiographie constitue le premier mémoire écrit par une personne transgenre en Suède.

## Biographie
Andreas Bruce nait sous le nom de Christina « Therese » Isabelle Jeanette Louise Bruce. Ses parents, le gentilhomme de la Chambre Adam Bruce et Fredrica Charlotta Wijnbladh (sv) le laissent se comporter en garçon durant son enfance. Au cours de son éducation, Bruce se considère comme un homme et lutte avec son frère avec l'approbation de son père, tout en étant  généralement appelé « Little Miss Master ». Cependant, arrivé à l'âge adulte, sa famille exige qu'il se comporte comme une femme. À l'âge de seize ans, il tente de s'enfuir de chez lui habillé en homme. Après cela, son père l'emmène pour être examiné par un médecin, Anders Johan Hagströmer (sv), professeur d'anatomie et de chirurgie à Stockholm. Il n'accepte de se rendre à l'examen qu'après que son frère, avec la permission de leur père, l'ait habillé en homme et indique au médecin : « Si je ne peux pas vivre en pantalon, alors je ne veux pas vivre du tout ».

## Transition de genre
En juillet 1825, le médecin publie une déclaration selon laquelle Bruce est déclaré « hermaphrodite » (intersexe), présentant des organes génitaux masculins plus développés que les organes féminins,. Après la lecture de cette déclaration, son père l'emmène dans une maison publique, célèbre son identité en buvant un verre, l'appelle son nouveau fils, lui donne le nom de Ferdinand Andreas Edvard Bruce et lui demande de s'assurer de ne pas faire honte au nom de sa famille. Il lui permet d'utiliser des vêtements masculins et de vivre publiquement en tant qu'homme. Il s'assied également dans la section masculine de l'église avec son père et son frère, un incident qui provoque l'évanouissement d'une femme dans l'église. Il visite la capitale de Stockholm en tant qu'homme, boit de l'alcool et fume en public, ce qui n'est alors acceptable que pour les hommes.
Cependant, son changement d'identité est considéré comme un scandale par la société et est rapporté dans la presse. Cela amène sa famille à le renier pour avoir entaché de scandale le nom de sa famille, et il ne fait la paix avec elle qu'après avoir promis, sous l'égide d'un prêtre, de vivre une vie privée discrète en dehors de Stockholm. En 1829, il s'installe sur l'île de Gotland et prend un emploi de commis avec l'armateur Jacob Dubbe (sv) à Follingbo (en) sur l'île de Gotland. Dubbe est connu pour être si strict que peu de gens travaillent pour lui, mais Bruce prend cela comme un défi afin de prouver son courage masculin. Bruce participe aux exercices de la milice locale et, considérant cela comme un moyen de prouver sa masculinité, il fait de tels efforts qu'il reçoit les éloges de ses commandants. Apparemment, il était connu en fait que Bruce avait transitionné, mais cela était accepté et jamais abordé publiquement. Cependant, le médecin militaire n'appréciait pas Bruce et, selon Bruce, le bannit de l'armée pour des raisons personnelles.
Bruce n'avait de relations sexuelles qu'avec des femmes. En juillet 1838, cependant, Bruce donne naissance à une fille, qu'il nomme Carolina. Le père de l'enfant est l'inspecteur Lars Nyström. Bruce ne précise pas si le rapport sexuel était consenti ou pas, seulement qu'il n'a pas fait attention. Selon Bruce, Nyström savait qu'il avait les attributs biologiques d'une femme et le courtisait. Après avoir bu avec lui, Bruce permet à Nyström de rester pendant la nuit. À la suite de la grossesse, Nyström abandonne Bruce, qui envisage de se suicider. Selon Bruce, il endure les douleurs de l'accouchement, car selon lui un homme devait ignorer la douleur. Après l'accouchement, Bruce déménage à Öja avec sa fille, sa maîtresse Maria Lindblad et la fille de cette dernière, et élève sa fille en tant que père. Il n'est pas autorisé à épouser Lindblad, et après avoir appris qu'il est le parent biologique de sa fille illégitime Carolina, on lui refuse le culte des femmes, ce qui l'empêche de se rendre à l'église pendant dix ans, une stigmatisation sociale pour l'époque.

## Héritage
Bruce écrit sa propre biographie, en partie dans des lettres adressées à sa fille Carolina entre 1859 et 1881. Sa biographie est considérée comme l'unique biographie d'un homme transgenre du XIXe siècle en Suède. Bruce est également connu dans le domaine de la recherche historique scientifique.
Bruce est désigné comme le modèle du personnage Tintomara dans le roman Drottningens juvelsmycke (en) de Carl Jonas Love Almqvist.

## Voir également
- Maria Johansdotter (en)
- Lasse-Maja